# Type 11 (mortaio)
Il Type 11 era un mortaio giapponese da fanteria, ad anima rigata ad avancarica, usato durante la seconda guerra mondiale. Il nome era dovuto all'anno di adozione da parte dell'Esercito imperiale giapponese, il 1922, 11º anno di regno dell'imperatore Taishō. Fu il primo mortaio introdotto dall'Esercito imperiale. Venne rimpiazzato dal cannone d'accompagnamento Type 92.

## Tecnica
Il Type 11 era un mortaio da 70 mm di calibro insolito per gli standard giapponesi in quanto, pur essendo ad avancarica, aveva canna rigata. L'impostazione era piuttosto antiquata, con la canna e l'affusto brandeggianti su una pesante piastra rettangolare: su 60,7 kg di peso totale, 45,1 kg erano rappresentati dalla base. La piastra era munita di due vomeri ed anelli laterali di trasporto. La canna era incavalcata tramite orecchioni arretrati su un semplice affusto, con manovella per il brandeggio ingranata su un settore di cremagliera. L'elevazione era ottenuta tramite un vitone anteriore. Il puntamento era effettuato tramite un semplice quadrante.
L'arma veniva caricata dalla volata. Il fuoco era comandato tramite un cordino collegato al gruppo di scatto sulla culatta. L'arma era operata da una squadra di 10 serventi.

## Munizionamento
La munizione ad alto esplosivo completa era costituita da spoletta, corpo bomba e carica propellente. La spoletta, del tipo a percussione, aveva un corpo in ottone in due pezzi. Il corpo bomba, in acciaio, era filettato superiormente per ricevere la spoletta, mentre inferiormente accoglieva la carica di lancio. Una banda bianca sulla base indicava che la granata era in acciaio di alta qualità, mentre una banda rossa sulla punta indicava il caricamento a polvere nera. La carica di lancio era costituita da capsula a percussione, polvere propellente ed una corona di forzamento rotante in rame; quest'ultima era più stretta della rigatura, in modo da consentire il caricamento dalla bocca; quando il percussore innescava la capsula della carica di lancio, questa esplodeva ed i gas dilatavano la corona di forzamento, che così impegnava la rigatura ed imprimeva la rotazione al proietto. Il proietto era lungo 218,9 mm, con un calibro di 55,4 mm; il colpo completo pesava 2,12 kg. Il mortaio disponeva anche della inusuale munizione giapponese per la dispersione di mine antiaeree.